# Seguridad del paciente
La seguridad del paciente es un objetivo de las ciencias de la salud que enfatiza en el registro, análisis y prevención de los fallos de la atención prestada por los servicios sanitarios, que con frecuencia son causas de eventos adversos. 
La Seguridad del paciente de acuerdo a la OMS "implica la ausencia de daños prevenibles a un paciente durante el proceso de atención sanitaria, en particular, la reducción a un mínimo aceptable, de los riesgos de daños innecesarios relacionados con la atención de salud". 
Según la última definición de la OMS, la seguridad del paciente es "Un marco de actividades organizadas que crea culturas, procesos, procedimientos, comportamientos, tecnologías y entornos en la atención de salud que disminuyen los riesgos de forma constante y sostenible, reducen la aparición de daños evitables, hacen que sea menos probable que se cometan errores y atenúan el impacto de los daños cuando se producen”. 
La práctica sanitaria conlleva riesgos para los pacientes y los profesionales que les atienden. Conforme las técnicas diagnósticas y terapéuticas se vuelven más sofisticadas estos riesgos, como es previsible, aumentan. En términos técnicos se habla, en estos casos, de que el paciente sufre un efecto adverso (EA). Es decir, un accidente imprevisto e inesperado que causa algún daño o complicación al paciente y que es consecuencia directa de la asistencia sanitaria que recibe y no de la enfermedad que padece. Muchos de estos efectos adversos son inevitables por más que se esfuercen los profesionales, pero existen otros que podrían evitarse, por ejemplo reflexionando sobre cómo se aplican determinados procedimientos (sondajes, administración de fármacos, etc.). Esta es la razón de que se promuevan programas orientados a incrementar la seguridad clínica de los pacientes.

## Historia
El actual movimiento mundial de seguridad del paciente alcanzó relevancia cuando en 1999 el Instituto de Medicina (IOM) de la Academia Nacional de Ciencias de los Estados Unidos publicó el informe "Errar es humano".
El tema es actualmente promovido en la mayoría de los países del mundo por gobiernos, asociaciones médicas y organizaciones relacionadas con los procesos de salud, incluida la Organización Mundial de la Salud, quien desde el año 2004 creó la "Alianza Mundial para la Seguridad del Paciente"
Luego se publicó el informe europeo "Una Organización con Memoria" y le han seguido múltiples publicaciones y planes de acción nacionales e institucionales en especial en hospitales pero también en todo tipo de instituciones prestadoras de servicios de salud.
En América Latina el primer documento nacional que estableció oficialmente una política de seguridad del paciente fue el denominado "Lineamientos para la implementación de la política de seguridad del paciente" en Colombia promulgado por el Ministerio de la Protección Social de Colombia en junio de 2008 seguido en el 2009 de la una Guía técnica “Buenas prácticas para la seguridad del paciente en la atención en salud”.

## Terminología
Aunque en el mundo en general hay acuerdo conceptual alrededor de los conceptos y métodos de la seguridad del paciente, no obstante se observan diferencias entre países y regiones en relación con la terminología utilizada. No obstante para adelantar exitosamente una estrategia de seguridad del paciente es importante obtener algún grado de consenso alrededor de los conceptos y los términos básicos

### Seguridad del paciente
La Seguridad del paciente de acuerdo a la OMS se define como la ausencia de un daño innecesario real o potencial asociado a la atención sanitaria y que no se vincula con la necesidad por la cual el paciente acude al Sistema de Salud. Para identificar y diferenciar un daño innecesario de otro necesario y a título de ejemplo podemos mencionar los siguientes: por un lado, un daño necesario será aquella incisión que reciba una persona que debe ser sometida a una intervención quirúrgica como tratamiento de su patología de base; por otro lado, un daño innecesario está asociado, por ejemplo, a una caída ocurrida durante su internación y que nada tiene que ver con su patología de base.
Se conoce como tal al conjunto de elementos estructurales, procesos, instrumentos y metodologías basadas en evidencias científicamente probadas que propenden por minimizar el riesgo de sufrir un evento adverso en el proceso de atención de salud o de mitigar sus consecuencias

### Evento adverso
Según el Sistema Obligatorio de Garantía de Calidad de la Atención en Salud de Colombia, es el resultado de una atención en salud que de manera no intencional produjo daño. Los eventos adversos pueden ser previsibles y no previsibles.
Evento adverso: incidente
desfavorable, hecho inesperado, percance terapéutico, lesión iatrogénica u otro
suceso infortunado no relacionado con la historia natural de la enfermedad que
ocurre en asociaciones directa con la atención médica.
Los principales eventos adversos son:
- Reacción adversa a medicamentos (RAM)
- Reacción alérgica a los alimentos (RAA)
- Infecciones nosocomiales (IN)
- Úlceras por presión (UPP)
- Dehiscencias de heridas quirúrgicas

Dentro de los eventos adversos existen un grupo de ellos particularmente graves, por su magnitud, por su trascendencia y por las consecuencias que pueden tener para la salud o la vida
del paciente como son:
- Evento centinela: hecho inesperado, no relacionado con la historia natural de la enfermedad, lesión física, o psicológica grave que causa daño permanente o muerte al paciente. Principales eventos centinelas:

- Cirugías en el sitio equivocado.
- Complicaciones quirúrgicas graves
- Errores en prescripción y administración de medicamentos que lleven a la muerte.
- Accidentes anestésicos
- Caídas de pacientes
- Cualquier procedimiento de atención médica que provoque daño permanente o muerte al paciente.
- Cuasi-falla: acontecimiento o situación que podría haber tenido como resultado un accidente, herida o enfermedad, pero no lo tuvo por casualidad o por una intervención oportuna o porque se dio cuenta a tiempo el personal de salud del error que iba a cometer y no lo cometió.

- Reacción adversa a medicamentos (RAM): todo efecto de un medicamento que es perjudicial y no deseado, que ocurre a dosis usadas con fines terapéuticos, profilácticos o de diagnóstico.

## Prevalencia

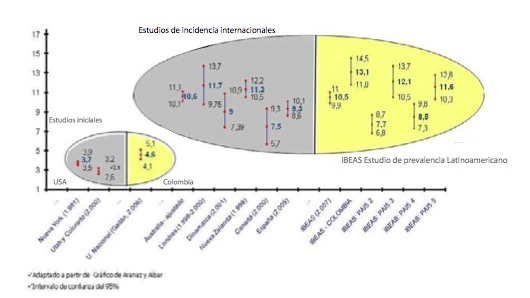
Gráfico que ilustra el comportamiento de los estudios más relevantes realizados en el mundo

De acuerdo a la Organización Mundial de la Salud se estima que a alrededor de uno de cada 10 pacientes que reciben atención en salud en el mundo les ocurre al menos un evento adverso. Para conocer de manera confiable la frecuencia con la cual se presentan los eventos adversos se han utilizado los estudios de incidencia y de prevalencia. En contraste las cifras obtenidas de los sistemas de reporte de eventos adversos no son un buen medidor de esta frecuencia por el alto nivel de subregistro que estos sistemas presentan

### Estudios de incidencia
En el mundo desarrollado se han realizado varios estudios para evaluar la incidencia de los eventos adversos, algunos de los más relevantes son los estudios de Nueva York, Utah y Colorado, Australia, Nueva Zelanda, Londres y Dinamarca y el en el mundo de habla hispana se destacan los estudios de incidencia ENEAS y APEAS realizados en España.

#### Estudio APEAS y ENEAS
En un primer estudio, realizado hace dos años, financiado por la Agencia de Calidad del Sistema Nacional de Salud, se analizó la frecuencia y tipo de estos efectos adversos en pacientes hospitalizados. Esta investigación, conocida como estudio ENEAS1, ha tenido una importante repercusión tanto dentro como fuera de nuestro país, por tratarse de uno de los estudios de mayor alcance realizados a nivel mundial.
En esta segunda investigación se ha abordado el análisis de la frecuencia y tipo de los EA en Atención Primaria. Debe destacarse que se trata de uno de los primeros estudios que se ocupa de esta problemática en los centros de salud, abarcando una amplia muestra de consultas de medicina y de enfermería.
Esta investigación se ha llevado a cabo en 48 centros de salud de 16 comunidades autónomas y en la misma han participado, de forma voluntaria y desinteresada, 452 profesionales sanitarios de medicina y enfermería. En total se han analizado los datos de 96.047 consultas.

### Estudio IBEAS
El estudio de prevalencia IBEAS realizado en América Latina, el cual además es al mayor estudio realizado en el mundo en términos de número de hospitales participantes, así como el único estudio multicéntrico internacional realizado hasta la fecha.
Según el mencionado estudio IBEAS, el cual fue desarrollado en 58 hospitales de México, Costa Rica, Colombia, Perú y Argentina, la prevalencia de los eventos adversos fue de 10.5%

### Estudio EVADUR
El “Estudio de Eventos Adversos ligados a la Asistencia los Servicios de Urgencias de Hospitales Españoles (EVADUR)”  fue realizado por el grupo de trabajo Evadur de la Sociedad Española de Medicina de Urgencias y Emergencias (SEMES). Los objetivos de esta investigación fueron analizar la incidencia de EAs y sus causas, evitabilidad y consecuencias en pacientes visitados en servicios de urgencias de hospitales españoles y conocer la proporción de visitas realizadas a urgencias por EA derivados de asistencias previas (hospitalarias y no hospitalarias).
En el estudio, realizado en 21 servicios de urgencias españoles, se incluyeron 3.854 pacientes, de los que 462 (12%) presentaron al menos un incidente o EA (el 1,1% no llegaron al paciente, el 4,8% llegaron sin daño y el 7,2% fueron incidentes con daño o eventos adversos). Se consideró evitable un 70% de los eventos adversos y existió evidencia de fallo de actuación en el 54,6% de EA. Los efectos derivados del proceso, medicación y procedimientos fueron los más frecuentes.

## Centros de seguridad del paciente
Los centros de seguridad del paciente constituyen una herramienta para poner en común documentos, experiencias y herramientas útiles para el desarrollo de los procesos tendientes a generar condiciones de atención seguras, a la vez que se establecen como un punto de referencia para los profesionales e instituciones en sus áreas de influencia. Algunos de los más destacados son:
En español
- Centro de seguridad del paciente del Observatorio de Calidad de la Atención en Salud de Colombia

- Observatorio para la Seguridad del Paciente del Sistema Sanitario de Andalucía

- Seguridad del paciente en Atención Primaria. Sano y salvo, blog del Grupo de Seguridad del Paciente de la Sociedad Española de Medicina Familiar y Comunitaria (semFYC)
- Fundación por la Investigación, Docencia e Innovación en Seguridad del Paciente (FIDISP)

En inglés
- WHO Collaborating Centre for Patient Safety Solutions
- VA National Center for Patient Safety
- http://www.ihi.org/IHI/Topics/PatientSafety
- http://www.jointcommission.org/PatientSafety

## Comunicación
La comunicación eficaz es necesaria para garantizar la seguridad de los pacientes. La comunicación comienza con la provisión de información accesible en cualquier lugar de trabajo, especialmente en los servicios profesionales móviles. La comunicación continúa con la reducción de la carga administrativa, liberando al personal operativo y facilitando la demanda operativa mediante órdenes basadas en modelos, lo que permite adherirse a un procedimiento bien ejecutado, completado con un mínimo calificado de retroalimentación requerida.
El uso de una comunicación eficaz entre pacientes y profesionales de la salud está relacionado con los resultados de salud del paciente. Sin embargo, investigaciones científicas sobre la seguridad del paciente realizadas por Annegret Hannawa y otros han demostrado que una comunicación ineficaz puede causar daño al paciente. La comunicación relacionada con la seguridad del paciente puede dividirse en dos categorías: la prevención de eventos adversos y la respuesta a eventos adversos. La comunicación eficaz puede ayudar a prevenir eventos adversos, mientras que una comunicación ineficaz puede contribuir a su ocurrencia.  Si una comunicación ineficaz contribuye a un evento adverso, se pueden aplicar habilidades mejoradas de comunicación en respuesta para lograr resultados óptimos en seguridad del paciente. Existen varios modos en que los profesionales de la salud pueden trabajar para optimizar la seguridad del paciente, que incluyen tanto la comunicación verbal como la no verbal, así como el uso eficaz de tecnologías de comunicación.
Para utilizar las tecnologías de comunicación adecuadas, los profesionales de la salud deben elegir qué canal de comunicación es el más adecuado para el beneficio del paciente. Algunos canales tienen más probabilidades de provocar errores de comunicación que otros, por ejemplo, la comunicación por teléfono o correo electrónico (falta de mensajes no verbales, que son un elemento importante para comprender la situación). El proveedor también debe conocer las ventajas y limitaciones del uso de registros médicos electrónicos, ya que no transmiten toda la información necesaria para comprender las necesidades del paciente. Una de las excelentes formas de ahorrar tiempo en gastos administrativos, a la vez que se mejora fundamentalmente la privacidad de los pacientes, es el uso de quioscos o terminales donde los pacientes pueden registrarse por sí mismos. En lugar de compartir su información en voz alta en una sala llena, pueden ingresarla silenciosamente a través de una pantalla táctil, mientras que el tiempo del MOA se libera para tareas más importantes. Si el profesional de la salud no practica estas habilidades, no es un comunicador eficaz, lo que puede afectar los resultados del tratamiento del paciente.
El objetivo del profesional de la salud es ayudar al paciente a alcanzar un resultado óptimo de salud, lo que implica que la seguridad del paciente no esté en riesgo. La práctica de una comunicación eficaz desempeña un papel importante en la promoción y protección de la seguridad del paciente.